# Kang Chul
Kang Chul (kor. 강철; ur. 2 listopada 1971 w Seulu) – piłkarz koreański, grający podczas kariery na pozycji obrońcy.

## Kariera klubowa
Pierwszym klubem piłkarskim w karierze Kang Chula był Yukong Kokkiri, do którego trafił w 1993. Z Yukongiem zdobył K-League Cup w 1994. W latach 1996–1997 odbył służbę wojskową w klubie Sangmu FC. W latach 1998–2000 był zawodnikiem klubu Bucheon SK. Z Bucheon zdobył K-League Cup w 2000. Jesienią 2000 krótko występował w Austrii w LASK Linz. Po powrocie do Korei został zawodnikiem Jeonnam Dragons, w którym zakończył karierę w 2004.
| Sezon   | Klub            | Kraj             | Rozgrywki  | Mecze | Bramki |
| ------- | --------------- | ---------------- | ---------- | ----- | ------ |
| 1993    | Yukong Kokkiri  | Korea Południowa | K-League   | 9     | 1      |
| 1994    | Yukong Kokkiri  | Korea Południowa | K-League   | 13    | 0      |
| 1995    | Yukong Kokkiri  | Korea Południowa | K-League   | 17    | 1      |
| 1998    | Bucheon SK      | Korea Południowa | K-League   | 30    | 2      |
| 1999    | Bucheon SK      | Korea Południowa | K-League   | 34    | 1      |
| 2000    | Bucheon SK      | Korea Południowa | K-League   | 35    | 4      |
| 2000/01 | LASK Linz       | Austria          | Bundesliga | 8     | 0      |
| 2001    | Jeonnam Dragons | Korea Południowa | K-League   | 18    | 1      |
| 2002    | Jeonnam Dragons | Korea Południowa | K-League   | 29    | 0      |
| 2003    | Jeonnam Dragons | Korea Południowa | K-League   | 21    | 0      |

## Kariera reprezentacyjna
W reprezentacji Korei Południowej Kang Chul występował w latach 1992-2000. W 1992 uczestniczył w Igrzyskach Olimpijskich. Na turnieju w Barcelonie wystąpił w meczu ze Szwecją. W 1996 uczestniczył w Pucharze Azji. Na turnieju w Emiratach wystąpił tylko w meczu z Kuwejtem.
W 2000 po raz drugi uczestniczył w Pucharze Azji i Igrzyskach Olimpijskich oraz Złotym Pucharze CONCACAF. W Pucharze Azji Korea zdobyła brązowy medal, a Kang wystąpił w czterech meczach z Kuwejtem, Indonezją, Iranem i Chinami. Na IO w Sydney wystąpił we wszystkich trzech meczach z Hiszpanią, Marokiem i Chile. W Złotym Pucharze CONCACAF wystąpił w dwóch meczach z Kanadą i Kostaryką. W 2001 wystąpił w Pucharze Konfederacji. W turnieju w Korei wystąpił w meczu z Meksykiem. Ogółem w latach 1992-2001 rozegrał w reprezentacji 54 mecze, w których zdobył bramkę.

## Kariera trenerska
Po zakończeniu kariery piłkarskiej Kang został trenerem. W latach 2005–2006 prowadził Jeonnam Dragons, z którym zdobył Puchar Korei Południowej w 2006. W latach 2007–2008 prowadził olimpijską reprezentację Korei Południowej. W latach 2008–2010 trenował Busan IPark. Od 2011 jest trenerem Pohang Steelers.